# Terrorismo islamista

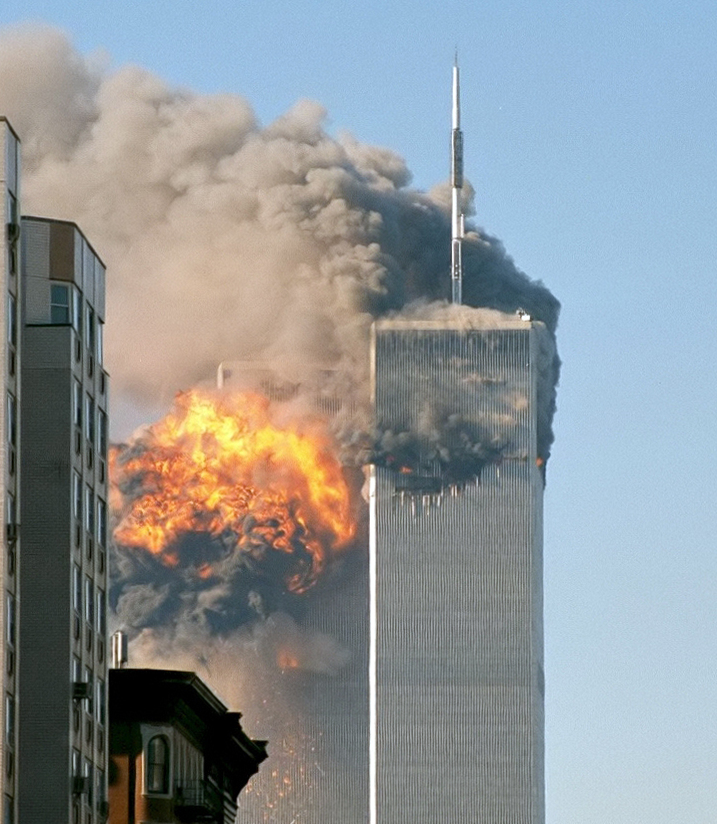
Gli attentati dell'11 settembre 2001, effettuati dal gruppo terroristico islamista al-Qaeda

Il terrorismo islamista è una forma di terrorismo religioso praticato da diversi gruppi di fondamentalisti musulmani per raggiungere vari obiettivi politici in nome della loro religione.
Eccezione fatta per alcune sporadiche manifestazioni di antica militanza oltranzista religiosa condotta con metodi sanguinari e ostili dalla setta degli assassini (specialmente in Persia e negli ex-dominî fatimidi quali Egitto e Siria), il fenomeno ha assunto dimensione globalmente rilevante solo nel secondo dopoguerra, in seguito alla decolonizzazione e alla globalizzazione. Varie organizzazioni hanno fatto ricorso a strumenti quali attentati dinamitardi, rapimenti, dirottamenti aerei e di autobus, omicidi e attentati suicidi.

## Presupposti
L'anelito verso l'instaurazione di un nuovo ordine sociale ancorato ai valori dalla propria fede per fronteggiare le sfide del presente, al pari di un certo qual spirito apocalittico, è un topos ricorrente da tempo immemorabile in numerose religioni.
Tale concezione all'interno dell'Islam, affonda le proprie radici fin dalle origini di questa religione.
Già fin da dopo il 750, in effetti, con la fine del califfato omayyade, si attendeva da parte di nostalgici sostenitori della dinastia abbattuta dagli Abbasidi l'epifania di un non meglio precisato Sufyāni, appartenente cioè al deposto casato omayyade del ramo sufyanide, che avrebbe riportato per volere divino la Umma alla sua purezza originaria. Analogamente, nel 1258, la presa di Baghdad da parte dei Mongoli e la conseguente distruzione del califfato abbaside fu ricollegata dal giurista e teologo hanbalita del XIV secolo Ibn Taymiyya all'allontanamento della comunità dei credenti dalla pretesa «retta via» della prima Umma musulmana.
Al giorno d'oggi le azioni poste in essere da tali gruppi rappresentano, secondo la loro ideologia, un tentativo di ricreare una società perfetta — ancorché utopistica — in quanto asseritamente modellata secondo i dettami del Corano e, di conseguenza, priva di quelle ingiustizie sociali, politiche ed economiche attribuite dall'ecumene islamica ai regimi secolarizzati (munāfiqūn, «ipocriti» e proni al mondo occidentale, definito kāfir, «infedele») i cui governanti sarebbero di fatto asserviti al Cristianesimo e al sionismo e, quindi, pervicacemente ostili all'Islam più "puro".
Non manca, peraltro, chi considera le organizzazioni terroristiche di matrice islamica l'ala estrema di una «religione politica», adottando una terminologia analoga a quella utilizzata per definire il nazismo.
Vi furono in passato gruppi, configurati come sette religiose, che contestarono alla maggioranza dei credenti musulmani o agli ʿulamāʾ, il cosiddetto clero islamico, l'allontanamento dal retto insegnamento di Maometto, che essi cercarono di contrastare con un loro distacco fisico o simbolico dalla società, come fece la setta dei kharigiti (arabo kharaǧa, «coloro che vanno fuori») ove non fosse possibile il ricorso a una «doverosa» violenza, come fu il caso della setta degli Assassini.
Nei cosiddetti versetti della spada della Sūra IX del Corano, cosiddetta "della conversione", è scritto:
(Cor., IX:5)
(Cor., IX:29)
I summenzionati passi sono stati oggetto di interpretazioni non univoche: da una parte alcuni studiosi hanno interpretato questi passaggi coranici come giustificazione per l'uccisione su larga scala degli infedeli, mentre vi è chi non è d'accordo con tale visione, privilegiando una lettura non orientata alla violenza, ispirata piuttosto alla tolleranza, così come invocato nella sura II:256:
(Cor., II:256)

### Il terrorismo moderno
Tra le varie ipotesi formulate per spiegare l'origine del terrorismo islamista moderno figurano la rivoluzione iraniana, il ritiro sovietico dall'Afghanistan e la rivitalizzazione della religione a livello globale post-guerra fredda: 
(Mark Burgess)
Nel 1979 la rivoluzione islamica in Iran spazzò via lo shah Mohammad Reza Pahlavi, con tutte le forze d'opposizione riunite attorno all'ayatollah Khomeini.
Il nuovo governo instaurò la shari'a nel Paese e col tempo iniziò a finanziare anche movimenti politici tra cui Hezbollah in Libano, successivamente classificato come terroristico in vari Paesi del mondo, compresi quelli arabi come la Giordania, l'Arabia Saudita e l'Egitto di Mubarak; i citati condannarono le azioni di Hezbollah, mentre Siria e Iran si dichiarano favorevoli alle azioni dell'organizzazione. L'Unione europea rifiutò inizialmente di qualificare Hezbollah come organizzazione terroristica, ma il 10 marzo 2005 il Parlamento europeo adottò una risoluzione non vincolante che di fatto accusa Hezbollah di aver condotto «attività terroristiche»; gli Stati Uniti esercitarono pressioni sull'Unione per fare includere il movimento nella lista delle organizzazioni terroristiche; il Consiglio d'Europa accusò poi Imad Mughiyah di essere membro di Hezbollah e di attività terroristica.

### I Fratelli Musulmani
Il primo movimento che teorizzò l'uso della lotta per ripristinare lo stile di vita ortodosso dei primi credenti (salaf al-ṣaliḥīn, «i pii antenati», da cui il termine salafita), fu quello dei Fratelli Musulmani.
Il movimento, fondato in Egitto nel 1928 a opera di Hasan al-Banna, si diffuse rapidamente in Siria, Giordania e Sudan, e, alla fine degli anni quaranta, esso contava circa 500 000 adepti, con la volontà di affrancare il mondo islamico dalla sua sudditanza, psicologica e politica, nei confronti dell'Occidente non-musulmano, anche se ancora il salafismo non aveva l'accezione attualmente in uso e collegata al rigido fondamentalismo.
Le metodologie di organizzazione del movimento ricalcarono quelle di ideologia marxista che si andavano affermando dopo la fine della seconda guerra mondiale nei Paesi arabi, in corso di affrancamento dai regimi coloniali, con un emiro al posto della segreteria generale e la shura al posto del «comitato centrale» dei gruppi marxisti, e nelle università spesso i gruppi studenteschi islamisti contendevano il predominio intellettuale a quelli marxisti, più allineati ai governi esistenti.
I Fratelli Musulmani, organizzati secondo una rigida struttura gerarchica, divennero così il primo vero movimento di massa neo-islamico e, all'inizio degli anni cinquanta, sull'onda della guerra in Palestina, esso arrivò a raccogliere circa due milioni di aderenti.

### Dal jihad afghano all'Islam radicale
Nelle prime fasi della guerra afghano-sovietica le varie centinaia di arabi che si erano trasferite a Peshāwar, in Pakistan, occuparono solo ruoli di supporto, compreso Ayman al-Zawāhirī che effettuò varie missioni umanitarie con la Mezzaluna Rossa, ma a un certo punto iniziarono a crearsi i presupposti per un diverso tipo di impegno.
ʿAbd Allāh al-ʿAzzām era un predicatore nato in Palestina, trasferitosi in Arabia Saudita e poi in Pakistan, i cui sermoni avevano influenzato anche il pensiero di bin Laden e che aveva istituito un'organizzazione denominata Maktab al-Khidamat (MAK), finalizzata alla gestione dell'afflusso di volontari e fondi in loco per il sostegno ai mujaheddin; quando i due si incontrarono a Peshāwar, al-ʿAzzām iniziò a teorizzare una lotta come obbligo morale per tutti i musulmani, come nel suo libro Ultime Volontà del 1986; in Difendere la terra dei musulmani è il dovere più importante di ognuno, al-ʿAzzām afferma che:
Nei testi di al-ʿAzzām viene ripetutamente citato il martirio come mezzo per ottenere le ricompense nell'altra vita quali «l'assoluzione da tutti i peccati, settantadue bellissime vergini, e il permesso di portare con sé settanta membri della propria famiglia»; comunque sugli obiettivi da perseguire emersero contrasti tra al-Zawhāhirī e al-Azzām, che portarono quest'ultimo a essere dapprima fatto bersaglio di un attentato fallito e poi ucciso da tre mine.

### I finanziamenti
Una radicale trasformazione del terrorismo islamico si è avuta con l'emergere di nuovi Stati con grandi disponibilità finanziarie come l'Arabia Saudita e gli emirati del Golfo Persico, caratterizzati anche da forme di governo che si influenzano reciprocamente con gli ambienti "clericali" islamici e con le dottrine legate a correnti di pensiero integraliste come il wahhabismo. Questi Stati hanno indirettamente finanziato (foss'anche inconsapevolmente), attraverso donazioni da parte di istituzioni caritatevoli, gruppi più o meno legati al terrorismo, e lo stesso si può dire di facoltosi esponenti del mondo privato di questa stessa area. Non esiste un automatismo tra donazione e finanziamento al terrorismo, ma parte dei soldi destinati ad opere assistenziali è stata usata per gestire istituzioni di accoglienza in aree come il Pakistan, dalla quale gli stranieri provenienti dal Golfo Persico, dalle Filippine o da altri paesi con una popolazione almeno in parte islamica sono stati smistati presso i campi di addestramento situati in Afghanistan o nell'area di confine tra i due paesi; qui è stata fatta un'ulteriore selezione tra i candidati, destinandone alcuni a corsi specifici di uso degli esplosivi e demolizione o gestione degli ostaggi.

La pratica era comune nel periodo dal 1990 al 2001 e assolutamente trasversale tra le varie sigle del terrorismo islamista.
Tra i nomi più noti dei terroristi addestrati in questi campi figura ʿAbd al-Rasūl Sayyāf, cui è dedicato il gruppo terroristico filippino Abū Sayyāf.
In altri casi dei fondi sono stati usati per finanziare direttamente spedizioni di armi, come ad esempio dall'Alto Commissariato saudita per i rifugiati all'Alleanza Nazionale Somala di Mohammed Farrah Aidid, in cui armi e munizioni provenienti da Sudan e Iraq sarebbero stati trasportati dai sauditi, insieme a beni di necessità, nascoste nei doppi fondi di container fino ai magazzini della SNA a Mogadiscio.
Questioni aperte e dibattute rimangono:
- se le motivazioni dei terroristi o supposti tali siano di auto-difesa o espansionistiche, di autodeterminazione popolare o di supremazia islamica[29];
- se gli obiettivi dei terroristi o supposti tali siano non di tipo militaristico[29];
- se l'Islam perdoni o giustifichi, e in quali casi, il terrorismo[29];
- se alcuni attentati vadano compresi nel terrorismo islamista o se siano da considerare semplici atti di terrorismo attuati da musulmani[29];
- quanto appoggio abbiano nel mondo musulmano e, in caso, per quale tipo di terrorismo islamista propendano[29];
- se il conflitto arabo-israeliano sia la radice del terrorismo islamista o ne sia solo una concausa[29].

Il modo nel quale il terrorismo viene combattuto dagli Stati Uniti d'America, sua principale controparte, non è da tutti ritenuto efficace; tra i dubbiosi un ex giudice francese, Jean-Louis Bruguiere, che ritiene venga raccolto un eccesso di informazioni, ma poi non venga analizzato, ed un altro ostacolo è la scarsità di coordinamento tra le troppe agenzie federali statunitensi. Lo stesso giudice ha peraltro evidenziato come organizzazioni ufficialmente umanitarie come la Insani Yardim Vakfi abbiano avuto almeno in passato legami con al-Qaida.

## Azioni
Sebbene Stati Uniti e Israele siano gli obiettivi più spesso colpiti dal terrorismo islamista, molti attentati sono avvenuti in altri Paesi e contro altri obiettivi: a metà degli anni novanta nel mirino dei terroristi c'era la Francia, come strascico della guerra civile algerina; la Russia ha subito molti attentati terroristici per il suo coinvolgimento nella seconda guerra cecena e nel 1997 il governo cinese fu il principale artefice dell'Organizzazione per la cooperazione di Shanghai voluta anche per combattere i movimenti islamici in Asia centrale.
Tra il 2005 e 2007 l'Iraq fu il luogo dove si concentrò maggiormente l'attività terroristica: solo nel 2005 oltre 8 000 iracheni morirono a causa di attentati.
Non tutti gli attentati elaborati da organizzazioni terroristiche islamiste ebbero successo; tra i fallimenti figura il progetto Bojinka (una esplosione simultanea in volo di undici aerei di linea), attacco con missili terra-aria a un aereo di linea israeliano con 260 persone a bordo al decollo da Nairobi il 28 novembre 2002; contemporaneamente a quest'ultimo, tuttavia, un attentato con una jeep imbottita di esplosivo contro un albergo frequentato da turisti israeliani, con tredici morti e decine di feriti.
Solo parzialmente riuscito era stato, quasi dieci anni prima, l'attentato al World Trade Center del 1993, in quanto l'obiettivo era l'implosione delle Torri gemelle tramite cariche di esplosivo collocate in un furgone nel parcheggio sotterraneo del complesso; ciononostante vi furono sei morti e ingenti danni alle fondamenta.
L'ideatore e realizzatore del piano, Ramzi Yusuf, non cercò la morte nell'esplosione, a dimostrazione che non tutte le espressioni di terrorismo islamista cercano il martirio dell'esecutore, fatto salvo l'obiettivo comune di colpire l'Occidente.
Secondo i dati elaborati dal centro nazionale per l'antiterrorismo statunitense, l'estremismo islamico tra il 2004 e i primi mesi del 2005 si rese responsabile di circa il 57% delle vittime e del 61% dei ferimenti per terrorismo, considerando solo i casi in cui la matrice è chiara.
Gli atti terroristici dell'estremismo islamico includono dirottamenti di aerei, decapitazioni, rapimenti, assassinii, autobombe, attentati suicidi e, occasionalmente, stupri.
L'attività dei terroristi islamisti è spesso indicata come jihād ("sforzo, "impegno", qui inteso però in senso bellico), ma questa espressione non intende necessariamente un'azione violenta.
Le minacce, incluse quelle di morte, sono spesso emesse come fatwā, (sentenze legali islamiche su fattispecie giuridiche del tutto astratte).
Obiettivi e vittime includono sia musulmani che non musulmani.
I musulmani sono normalmente minacciati con il takfir (condanna di "miscredenza" grave, emessa contro un musulmano o un gruppo che si definisca islamico, tale da rendere teoricamente lecito "versarne il sangue").
Questa è una condanna a morte implicita perché, secondo gli ʾaḥādīth del Profeta, nell'Islam la punizione degli apostati è la morte.
Secondo il Rapporto sul terrorismo internazionale di matrice jihadista della Fondazione ICSA presentato alla Camera dei deputati italiana il 28 novembre 2013, negli ultimi 5 anni vi sono state in Europa 14.470 vittime di attentati terroristici di matrice islamica, con 153 morti compresi gli attentati nel 2015 in Francia, ed in Italia si riscontra un aumento della cyber-jihad, cioè l'attività terroristica programmata od effettuata via web.

## Organizzazioni
La galassia terrorista si articola in molte organizzazioni, in alcuni casi direttamente sponsorizzate da servizi segreti nazionali, come il caso della deviata Inter-Services Intelligence pakistana che ha sostenuto i Talebani in Afghanistan e sostiene tuttora Lashkar-e Taiba nella sua campagna di destabilizzazione del Kashmir indiano e negli attacchi all'India. In alcuni casi sono direttamente gli stati a supportare militarmente, spiritualmente e finanziariamente le organizzazioni, come nel caso dell'Iran verso Hezbollah; stime ritengono che il sostegno duri da 25 anni e che vi siano stati trasferimenti di valuta e materiale dell'ordine dei 100 milioni di dollari annui, anche se la provenienza è di una fonte non terza come il Mossad, il tutto finalizzato anche ad espandere la propria influenza regionale.
Le organizzazioni evolvono col tempo, o spariscono a beneficio di nuovi gruppi sotto la pressione degli stati e delle forze di polizia; un esempio è il Gruppo Salafita per la Predicazione e il Combattimento che ha raccolto l'eredità e il ruolo del Gruppo Islamico Armato (GIA) in Algeria e nella zona del Sahel, espandendosi nel Mali dove sotto il nome di Al-Qa'ida nel Maghreb islamico (AQMI) ha fomentato la guerra civile e la secessione del nord del paese, dimostrando di poter perseguire obiettivi politico-militari di ampio respiro rispetto all'esecuzione di attentati e alla propaganda; il cambio di nome evidenzia inoltre la volontà di sottolineare l'affiliazione ad Al-Qāʿida o quanto meno una contiguità di metodi ed obiettivi. I soldi che finanziano l'operatività di queste organizzazioni provengono da varie fonti come donazioni di privati, ma anche e soprattutto vendita di armi o di droga come nel caso dell'AQMI. Un'altra fonte, anche se indiretta, è la pirateria navale, come nel caso della pirateria somala dalla quale l'organizzazione Al Shabab ha preteso percentuali dell'ordine del 20% dei riscatti ai pirati, e non ricevendoli ha proceduto ad "arrestare" alcuni tra loro.
Al-Gama'at al-Islamiyya è un'organizzazione egiziana che si è resa responsabile del massacro di Luxor e di un'intensa campagna terroristica, anche se nel 2003 aveva dichiarato di abbandonare la lotta armata. In realtà vi sono stati massicci rilasci di suoi membri dopo i 25 anni dalla morte di Sadat, che avrebbe dovuto essere un segno di confidenza del governo egiziano dell'epoca sulla riduzione della minaccia. L'organizzazione ha come leader religioso ʿUmar ʿAbd al-Raḥmān ed affonda le sue origini nei Fratelli Musulmani, una cui frangia denominata Al-Jihād o  Tanẓīm al-Jihād (Organizzazione del Jihād) fu costituita nel 1980 ed è elencata dalle Nazioni Unite tra le entità appartenenti o associate ad al-Qāʿida.; l'organizzazione è responsabile dell'assassinio di Anwar el-Sadat nel 1981. Tuttavia un leader della Jamāʿa, Mohammad Hasan Khalil al-Hakim (Muhammad al-Ḥukayma),  disse anche che non tutti i membri della Jamāʿa erano ancora propensi all'uso della violenza e che alcuni rappresentanti della Jamāʿa avevano negato di essersi uniti ad al-Qāʿida. Lo Shaykh ʿAbd al-Akhir Ḥammād, ex leader della Jamāʿa dichiarò ad al-Jazeera: "Se [alcun]i fratelli ... hanno raggiunto [al-Qāʿida], ciò è la loro personale scelta e io non credo che la maggioranza dei membri di al-Jamāʿa al-Islāmiyya condividano la medesima opinione". In realtà al-Qāʿida non è un'organizzazione rigida, e spesso ha concesso l'uso del proprio nome, in una specie di franchising del terrore a gruppi che rappresentavano interessi locali particolari, pur nell'ambito del fattore comune dato dalla fede islamica e dalla lotta contro gli infedeli.
Altra organizzazione molto importante ed attiva nel sud-est asiatico è il già citato gruppo Abu Sayyaf (letteralmente padre di Sayyaf). Il nome deriva dal fatto che il suo fondatore diede il nome di Sayyaf a suo figlio; questo nome però è ispirato al predicatore wahhabita afghano Sayyaf, che nel 1981 fondò una fazione, Ittehad e-Islam, che venne scelta come interlocutore dal servizio segreto pakistano ISI e godeva di finanziamenti e supporti religiosi sauditi. Sayyaf in origine si chiamava Ghulam Rasud (servo o schiavo del Profeta) in Abd al-Rab al-Rasud (servo di Dio e del Profeta), poiché la venerazione di un essere umano, sia pure il Profeta, implicata dal primo nome era inaccettabile dai fedeli di stretta osservanza wahhabita; con i fondi arabi venne creata intorno al 1984 una città, nota come Sayyaffabad (letteralmente città di Sayyaf) che ospitava un campo profughi ma anche magazzini di armi e materiale bellico, strutture di addestramento, moschee e madrasse, nei pressi della città di Pabbi, ad est di Peshawar.
Un'altra organizzazione relativamente recente è Boko Haram, attiva in Nigeria dove sta tentando di scatenare una guerra civile di matrice religiosa tra la componente cristiana e quella musulmana di questa repubblica federale.

### Al-Qaida
Al-Qaida è una rete mondiale panislamica di terroristi sunniti neo-hanbaliti, capeggiata da Ayman al-Zawahiri, diventata famosa in particolare per gli attentati dell'11 settembre 2001 contro gli Stati Uniti. Attualmente sembra sia presente in più di 60 Paesi. Il suo obiettivo dichiarato è l'utilizzo del jihād per difendere l'Islam dal Sionismo, dal Cristianesimo, dall'Occidente secolarizzato e dai governi musulmani filo-occidentali o "moderati", quali quello dell'Arabia Saudita che è visto come insufficientemente islamico e troppo legato agli USA.
Formata nel periodo successivo l'invasione sovietica dell'Afghanistan, nei tardi anni ottanta da Bin Laden e Muhammad Atef, al-Qāʿida rivendica il legittimo uso delle armi e della violenza contro l'Occidente e il potere militare degli Stati Uniti d'America e di ogni Stato che sia alleato con essi. Dalla sua formazione, al-Qāʿida ha compiuto numerosi attacchi terroristici in Africa, Vicino Oriente, Europa, e Asia. Sebbene un tempo fosse sostenuta dai Talebani, gli Stati Uniti d'America e il governo britannico non considerano i Talebani un'organizzazione terroristica.

### Fatah al-Islam
Fath al-Islam è un gruppo islamista operante fuori dal campo-profughi di Nahr al-Bared, nel settentrione del Libano. Fu costituito nel novembre 2006 da militanti che ruppero col gruppo filo-siriano di Fath-Intifada, a sua volta un gruppo scissionista di al-Fatḥ, e guidato da un militante clandestino palestinese chiamato Shaker al-Absi.
Gli appartenenti del gruppo sono stati genericamente descritti dai media come militanti jihādisti, e il gruppo stesso è stato descritto come un movimento terrorista ispiratosi ad al-Qa'ida.
Il suo fine ufficiale è quello di portare tutti i campi-profughi palestinesi sotto l'imperio della Shari'a e i suoi obiettivi prioritari sono la lotta contro Israele e gli Stati Uniti d'America.
Le autorità libanesi hanno accusato l'organizzazione di essere coinvolta nell'attentato dinamitardo del 13 febbraio 2007 contro due minibus, nel quale hanno trovato la morte tre persone, mentre 20 altre sono rimaste ferite, nella libanese Ain Alaq, con quattro attentatori identificati e rei confessi dell'attentato.

### Hamas
Hamas, ("scossa" o "zelo" in arabo, ma acronimo di Harakat al-Muqawama al-Islamiyya, "Movimento di Resistenza Islamica"), cominciò a propugnare attacchi contro obiettivi militari e civili israeliani all'inizio della Prima Intifada nel 1987. Come organizzazione che si ispira esplicitamente alla Fratellanza Musulmana per la Palestina, la sua leadership è assicurata da «…intellettuali della pia classe media […] da rispettabili chierici devoti alla religione islamica, da dottori, chimici, ingegneri e insegnanti».
Lo Statuto di Hamas del 1988 esorta alla distruzione di Israele sebbene i suoi portavoce non ricordino sempre in modo così esplicito questo fine strategico.
La sua «ala militare» rivendica sempre la responsabilità degli attentati perpetrati contro lo Stato d'Israele.
Hamas è stata anche accusata di sabotaggio del processo di pace israelo-palestinese, avviato con gli ormai falliti Accordi di Oslo, grazie al lancio di operazioni armate contro i civili israeliani anche nel corso delle elezioni, al fine di esasperare l'animo dei cittadini dello Stato ebraico e indurli a eleggere candidati collocati su posizioni sempre più estremistiche, al fine di rendere impraticabile un avvicinamento delle posizioni fra i contendenti.
Ad esempio, «…una serie di attacchi suicidi spettacolari condotti da palestinesi e che portarono alla morte di 63 israeliani, condussero direttamente alla vittoria elettorale di Benjamin Netanyahu e del partito Likud il 29 maggio 1996».
Hamas giustifica tali attacchi come necessari nel combattere l'occupazione militare israeliana dei territori palestinesi occupati e come risposta agli attacchi condotti da Israele contro obiettivi palestinesi. Il movimento serve anche da collettore di fondi, usati tra l'altro per fini di assistenza caritatevole dei rifugiati palestinesi.
Hamas è stata definita come "gruppo terroristico" dall'Unione europea, dal Canada, dagli Stati Uniti d'America, da Israele, dalla Commissione ONU per i diritti umani e da Human Rights Watch.
Gli oppositori di tale definizione oppongono la supposta non legittimità dello Stato di Israele in ragione delle modalità che portarono all'autoproclamazione d'indipendenza nel 1948.

### Hezbollah
Hezbollah è un partito politico sciita libanese, dotato di proprie milizie armate e di un articolato programma mirante allo sviluppo sociale delle aree libanesi (di quelle meridionali in particolare) e di strutture in grado di portarlo a effettiva realizzazione.

### Jaljalat
Jaljalat (in arabo:  «Tuono dirompente») è un gruppo islamico salafita armato operante nella Striscia di Gaza che ha preso ispirazione da al-Qāʿida.
Nato nel 2007 mentre Hamas conquistava il potere, Jaljalat raccoglie fuoriusciti di Hamas ed ex militanti di un altro gruppo vicino ad al-Qāʿida, l'Esercito dell'Islam.
Nel settembre 2009, l'organizzazione rivelò di aver cercato di assassinare il precedente presidente statunitense Jimmy Carter ed il Quartetto del Medio Oriente inviato da Tony Blair.

### Stato Islamico
Una nuova sigla che si è affacciata sulla scena mondiale è lo Stato Islamico, (IS), proclamatosi indipendente il 29 giugno 2014 ma in precedenza conosciuto anche come Stato Islamico dell'Iraq e al-Sham, comunemente tradotto come Stato Islamico dell'Iraq e della Siria (ISIS) oppure Stato Islamico dell'Iraq e del Levante (ISIL). La sua origine è legata alla Jamā'at al-Tawḥīd wa l-jihād, al-Qāʿida in Iraq e Mujāhidīn del Consiglio della Shura (attivo dal 1999 al 2006), fondato dal salafita e takfirista giordano Abu Mus'ab al-Zarqawi.
La sua storia si è incrociata con quella del siriano Fronte al-Nusra, che crebbe rapidamente diventando una forza combattente sostenuta dall'opposizione siriana.
Il gruppo gihadista, attivo in Siria e in Iraq, ha come leader nel 2014 Abu Bakr al-Baghdadi, che ha unilateralmente proclamato la rinascita del califfato nei territori caduti sotto il suo controllo. Peculiarità dello Stato Islamico è quella di riunire in una sola entità le caratteristiche dell'esercito, delle modalità terroristiche, della fisicità del territorio in cui risiede e della struttura statale.
Lo Stato Islamico ha anche coniato una sua moneta, seppure non riconosciuta a livello internazionale: il Dinaro dello Stato Islamico.

## Letture di approfondimento
- (EN) Andrew G. Bostom (a cura di), The Legacy of Jihad : Islamic Holy War and the Fate of Non-Muslims, Amherst, Prometheus Books, 2008, ISBN 1-59102-602-4.
- (EN) John L. Esposito, The Islamic Threat:  Myth or Reality?, Oxford, Oxford University Press, 1995, ISBN 0-19-510298-3.
- (EN) Scott Gerwehr, Sara A. Daly, Al-Qaida: Terrorist Selection and Recruitment  (PDF) (abstract), in McGraw-Hill Homeland Security Handbook, vol. 5, New York, McGraw-Hill, 2006,  pp. 73-79, ISBN 0-07-144665-6. URL consultato il 13 novembre 2013.
- Fred Halliday, Islam and the Myth of Confrontation : Religion and Politics of the Middle East, Londra, I.B. Tauris, 2003, ISBN 1-86064-868-1.
- (EN) Victor Davis Hanson, An Autumn of War: What America Learned from September 11 and the War on Terrorism, New York, Anchor Books, 2002, ISBN 1-4000-3113-3.
- (EN) Walid Phares, Future Jihad: Terrorist Strategies against the West Paperback, Basingstoke; New York, Palgrave Macmillan, 2006, ISBN 1-4039-7511-6.
- (EN) Robert Spencer, Onward Muslim Soldiers: How Jihad Still Threatens America and the West, Washington, Regnery, 2003, ISBN 0-89526-100-6.
- (EN) Paul L. Williams, The Al Qaeda Connection: International Terrorism, Organized Crime, And the Coming Apocalypse, Amherst, Prometheus Books, 2005, ISBN 1-59102-349-1.
- Stefano Dambruoso, Vincenzo R. Spagnolo, Un istante prima, Milano, Arnoldo Mondadori Editore, 2011, ISBN 978-88-04-61292-6.